# Смигел
Смигел (пољ. Śmigiel) град је у Пољској у Војводству великопољском. По подацима из 2012. године број становника у месту је био 5572.

## Становништво
| 2012. |
| ----- |
| 5.572 |